# Emre Elivar
Emre Elivar   (Ankara, 21 d'agost de 1976) és un pianista de concerts turc.
Emre Elivar va començar els seus estudis i es va graduar al Conservatori Estatal d'Ankara. La beca DAAD va fer possible la seva formació i especialització a les acadèmies musicals "Carl Maria von Weber" de Dresden i "Hanns Eisler" a Berlín, en la qual va obtenir el seu màster i el títol de "Konzertpianist".
Durant els seus estudis i la seva primera carrera, Emre Elivar va guanyar diversos premis internacionals de música com els triples premis a Bremen el 1999, la medalla de bronze al "Cidado do Porto" el 1999 i al "World Piano Competition" de Cincinnati el 2000, el premi Steinway el 2001, Premi Artur Schnabel el 2002 i Premi Vendôme el 2003.
Entre els seus concerts a l'àmbit internacional, els recitals més importants són, sens dubte, la primera interpretació de Well Tempered Clavier 1 de J. S. Bach completament a Turquia durant el Festival Internacional de Música d'Istanbul el 2005, les Grans Variacions el 2008 de nou per al Festival Internacional de Música d'Istanbul amb obres de F. Mendelssohn (Variations Sérieuses op. 54), J. Brahms (tots dos llibres de Paganini-Variations op. 35) i L. v. Beethoven (Diabelli-Variations op. 120), i el seu debut als Estats Units a Washington DC el 2009, organitzat per "Embassy Series", dedicat a obres poc representades de Robert Schumann i F. Chopin. En un dels seus concerts recents, l'artista va embruixar un públic altament expert a Istanbul per obres de Xostakóvitx (Aforismes op. 13 i la 2a Sonata op. 61) i S. Prokófiev (Visions Fugitives op. 22, Sarcasms op. 17 i la 2a Sonata op. 14). Com a solista va actuar amb orquestres com Konzerthausorchester Berlin, Nordwestdeutsche Philharmonie, Dortmunder Philharmoniker, Staatsorchester Kassel, Anhaltische Philharmonie Dessau, Bilkent Symphony Orchestra, Borusan Istanbul Philharmonic Orchestra, Orquestra Nacional do Porto, Lithuanian Chamber Orchestra etc.
Juntament amb l'enregistrament a Bremer de la Suite francesa núm. 3 BWV 817 de J. S. Bach i el Concert núm. 1 de F. Liszt, l'artista també va enregistrar importants obres de diversos compositors turcs i recentment com a àlbum doble Les tres darreres Sonates opp. 109, 110, 111 i el Diabelli - Variacions, op. 120 de L. v. Beethoven. El seu CD publicat per "Sony BMG" amb obres de F. Schubert (Three Piano Pieces D 946) i R. Schumann (Symphonic Etudes op. 13) va obtenir bones crítiques internacionals. El més destacat de la temporada 2009/2010 va ser definitivament el seu concert al juny del 2010, dedicat totalment a R. Schumann que contenia les seves sonates, transmès en directe per commemorar el 200è aniversari de Schumann per 50 membres de la EBU (European Broadcast Union).
Emre Elivar viu i treballa a Berlín.